# Municipio de Sibley Butte
El municipio de Sibley Butte (en inglés: Sibley Butte Township) es un municipio ubicado en el condado de Burleigh en el estado estadounidense de Dakota del Norte. En el año 2010 tenía una población de 15 habitantes y una densidad poblacional de 0,16 personas por km².

## Geografía
El municipio de Sibley Butte se encuentra ubicado en las coordenadas 46°56′44″N 100°22′15″O / 46.94556, -100.37083. Según la Oficina del Censo de los Estados Unidos, el municipio tiene una superficie total de 93.24 km², de la cual 93,21 km² corresponden a tierra firme y (0,03 %) 0,03 km² es agua.

## Demografía
Según el censo de 2010, había 15 personas residiendo en el municipio de Sibley Butte. La densidad de población era de 0,16 hab./km². De los 15 habitantes, el municipio de Sibley Butte estaba compuesto por el 100 % blancos. Del total de la población el 0 % eran hispanos o latinos de cualquier raza.